# Magyar Országos Tűzoltó Szövetség

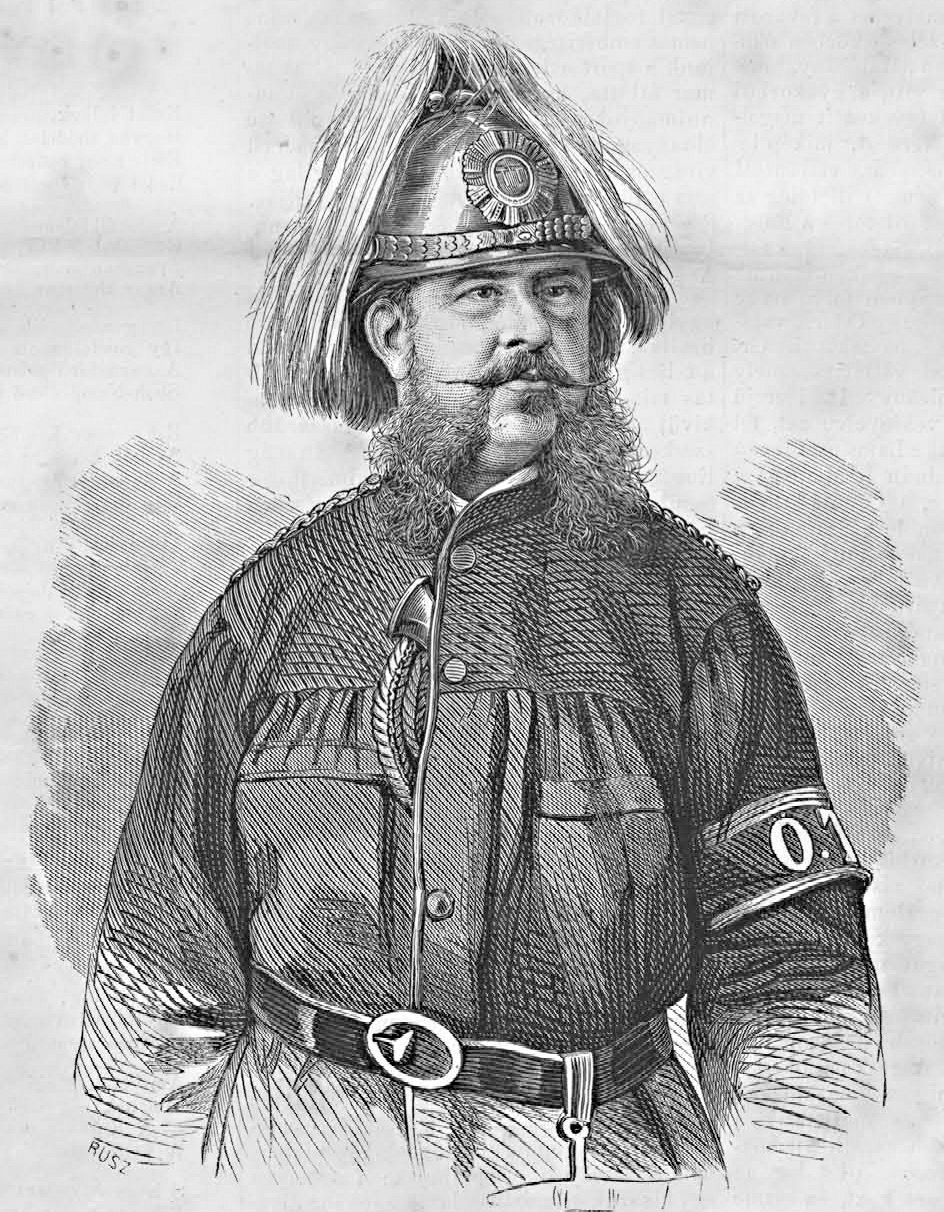
Széchenyi Ödön (Rusz Károly metszete)

A Magyar Országos Tűzoltó Szövetség(rövidítése: MOTSZ) az 1870-es évek elején alakult meg Széchenyi Ödön gróf elnökletével.

## Megalakulása
Gróf Széchenyi Ödön – angliai tapasztalatai hatására – felismerte a tűzvédelem honi megszervezésének szükségességét és 1862-ben megkezdte a szervezést. Széchenyi kezdetben az önkéntes tűzoltóság meghonosítása mellett foglalt állást és minden erejével az önkéntes tűzoltótestület megszervezésén fáradozott, ugyanakkor elfogadta, hogy a tűzoltó szertárnok és gépész kapjon fizetést, a gépek takarítására pedig hat szolgát fogadjanak fel. 
Az önkéntes egylet megalakulása után valóban fogadott fel szolgákat – akik egyenruhát is kaptak – a szerek és felszerelések takarítására, karbantartására. Mivel azonban a nappali szolgálat ellátása nem volt biztosítva, a gróf belátta, hogy az önkéntes tűzoltóegylet egyedül nem lesz képes megfelelő és kifogástalan módon ellátni a tűzoltói szolgálatot, már 1869-ben javasolta a hivatásos városi tűzoltóság felállítását. A tanács megértéssel fogadta előterjesztését, pártolóan vitte a közgyűlés elé, és annak hozzájárulásával megkezdhette a szervezést. 1870-ben – néhány nap eltéréssel – megalakult a budapesti önkéntes tűzoltótestület és a fővárosi hivatásos tűzoltóság gróf Széchenyi Ödön kezdeményezésével és József főherceg védnöksége alatt. Időközben a soproni tűzoltók mozgalma, amit az országos tűzoltó szövetség létrehozására irányult Pestet is elérte. A mozgalmat gróf Széchenyi Ödön is felkarolta. Így történt, hogy a soproniak beleegyezésével 1870. december 5-re Pestre hívták össze a Magyar Országos Tűzoltó Szövetség alakuló közgyűlését.

## Működése
Célja a tűzoltói intézménynek egyenlő elvek szerinti fejlesztése Magyarországon. Budapesten székelő központi választmánya a minisztérium tűzrendészeti szakközege volt. Két évenként versenygyakorlatokkal és gépkiállítással egybekötött kongresszust tartott hazánk különböző pontjain. Első elnöke gróf Széchényi Ödön volt. József főherceg védnöksége alatt állt. Tagtestületeinek száma 700 volt. A szövetség tagja lehetett minden tűzoltó testület; a vármegyei tűzoltó-szövetségek a Szövetség alosztályait képezték; elnökeik a központi választmánynak hivatalból tagjai lettek.